# Gästehaus der Niedersächsischen Landesregierung

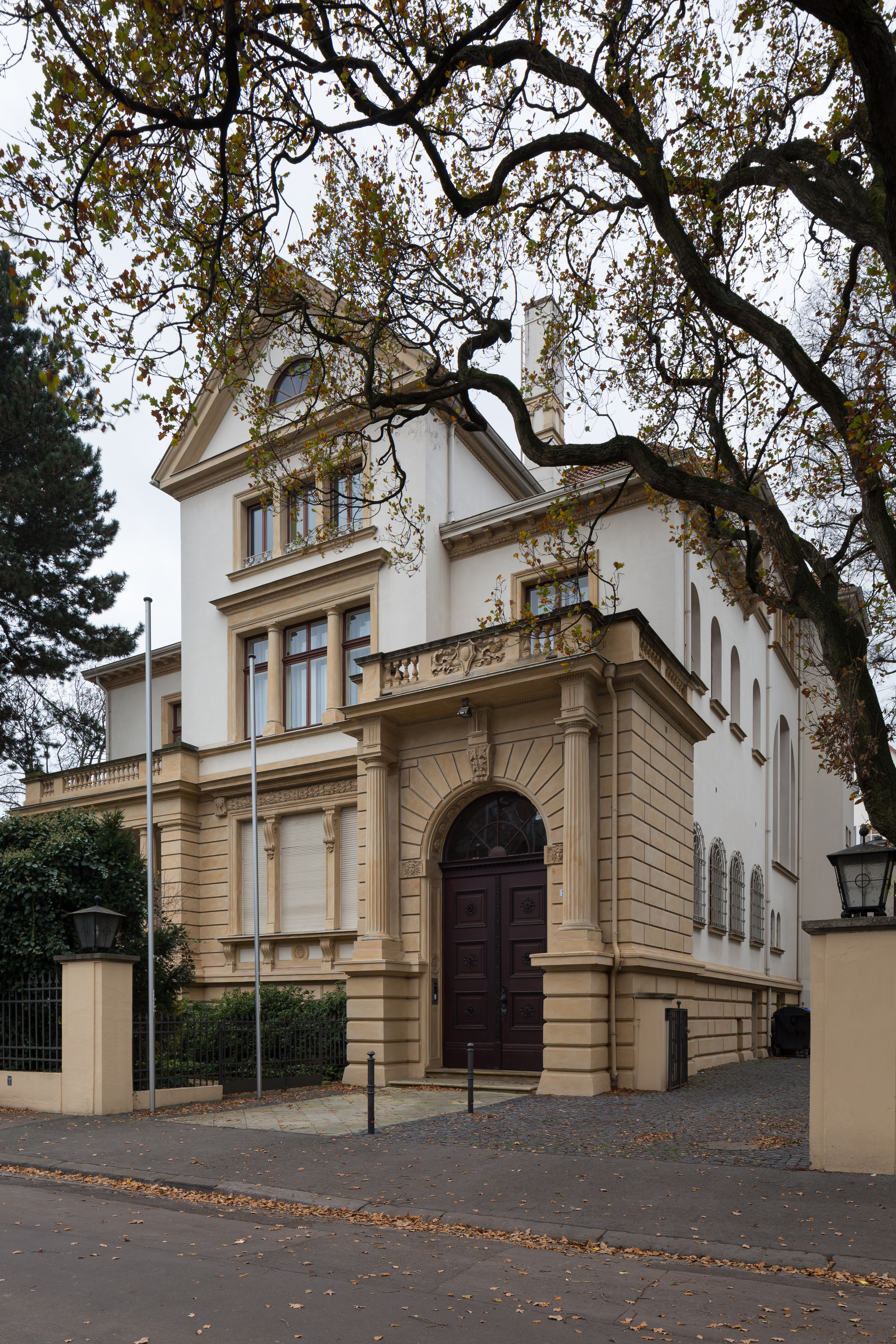
Vorderseite des Gästehauses der Niedersächsischen Landesregierung

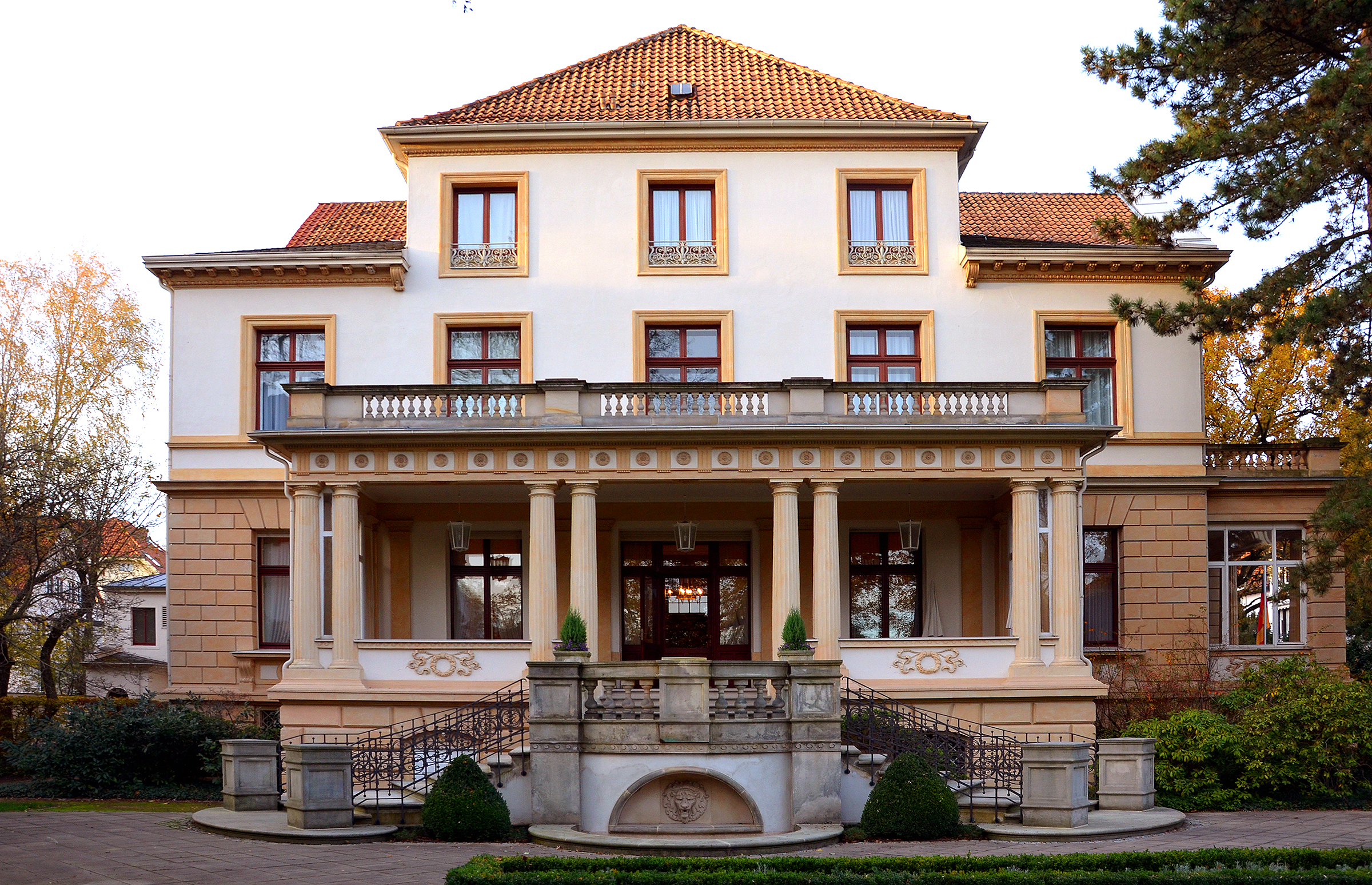
Rückseite des Gästehauses zum Garten

Das Gästehaus der Niedersächsischen Landesregierung ist eine ehemalige großbürgerliche Villa in Hannover, Lüerstraße 5, im Stadtteil Zoo. Das heute denkmalgeschützte Gebäude wurde zwischen 1898 und 1900 im Stil der Neorenaissance erbaut und dient seit 1947 als Gästehaus der Niedersächsischen Landesregierung.

## Beschreibung
Die großbürgerliche Villa wurde zwischen 1898 und 1900 von dem Architekten Emil Lorenz für den Heizungsfabrikanten und Kommerzienrat und Inhaber der gleichnamigen Firma Fritz Kaeferle im Stil der Neorenaissance erbaut. Bei der Villa handelt es sich um ein traufständiges, dreigeschossiges Gebäude mit Walmdach, Risalit und Zwerchgiebel. Seit 1947 dient die Villa als Gästehaus der Niedersächsischen Landesregierung. Die Villa wurde am 25. Januar 1987 wegen ihrer geschichtlichen, künstlerischen, wissenschaftlichen und städtebaulichen Bedeutung als Einzeldenkmal nach § 3 Abs. 2 Niedersächsisches Denkmalschutzgesetz (NDSchG) ausgewiesen. Betrieben wird das Gästehaus von der Niedersächsischen Staatskanzlei, die es für repräsentative Zwecke wie Besuche hochrangiger Gäste, Empfänge, Ordensverleihungen oder Kabinettssitzungen nutzt.